# Cecilia Strömberg
Anna Cecilia Strömberg, född 30 augusti 1968, är en svensk radiojournalist.
Cecilia Strömberg har sedan mitten av 1990-talet arbetat på Sveriges Radio, först på SR Ekot och sedan på SR Västernorrland. Hon har tillsammans med Sara Stenholm Pihl skrivit boken Homofamiljer en handbok för homosexuella föräldrar.